# Лизер (Мозель)
Лизер (нем. Lieser) — община в Германии, в земле Рейнланд-Пфальц.
Входит в состав района Бернкастель-Витлих. Подчиняется управлению Бернкастель-Кюс. Население составляет 1201 человек (на 31 декабря 2010 года). Занимает площадь 5,42 км².